# Hansa-Lloyd

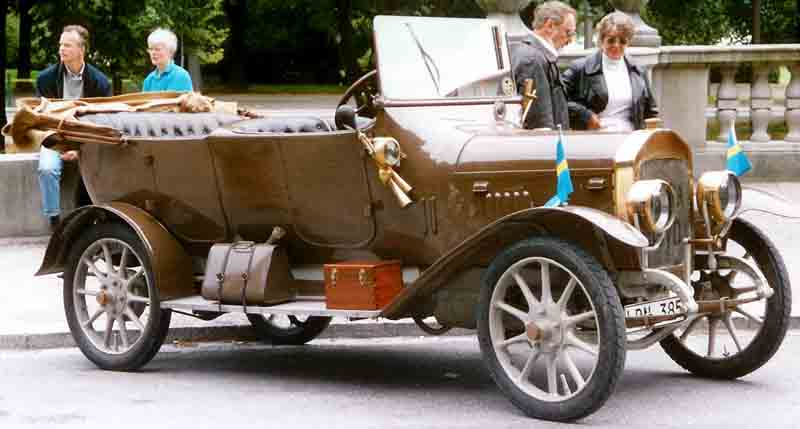
Hansa-Lloyd l 6 20 PS Doppelphaeton 1914

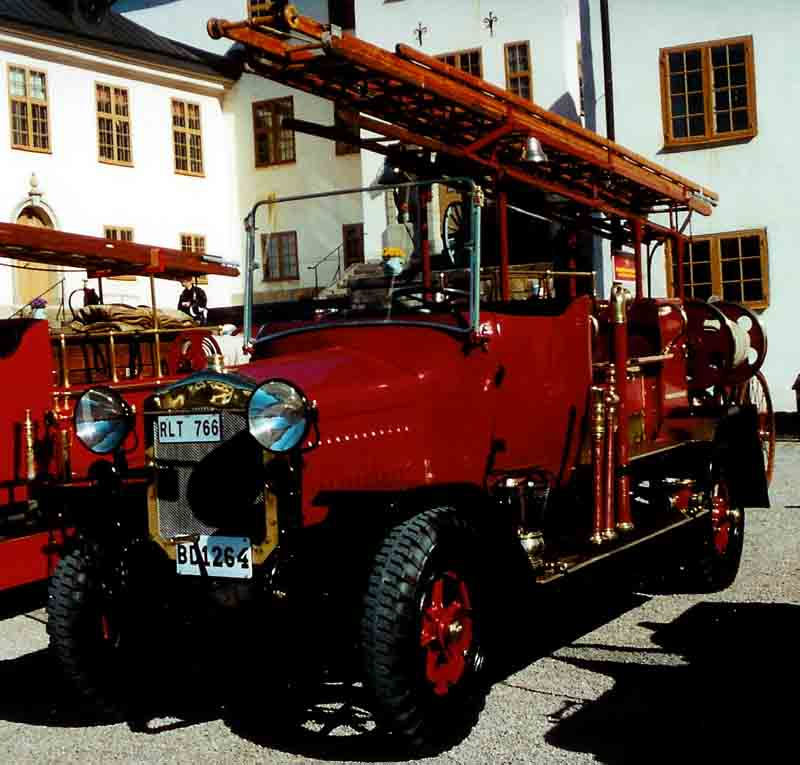
Hansa-Lloyd brandbil (1923)

Hansa-Lloyd, Hansa-Lloyd-Werke, var en tysk biltillverkare. Goliath ingick i Borgward-koncernen.
Hansa-Lloyd skapades genom sammanslagning 1914 av Hansa-Werke och Namag (Norddeutsche Automobil und Motoren AG) i Bremen, vilken sålde fordon under namnet Lloyd. Företaget tillverkade last- och personbilar. Carl F. W. Borgward och Wilhelm Tecklenburg tog över företaget 1929. 1931 lade man ner företaget och namnet användes enbart som varumärke. Namnet Hansa användes för personbilar. 
Den första personbilsmodellen under namnet Hansa kom 1933 men blev inte större framgångar. Modellerna 400 och 500 var baserade på föregångaren Goliath Pionier. De uteblivna framgångarna gjorde att man tog fram modellerna 1100 och 1700 som presenterades 1934. 